# Ingwe (pocisk)
Ingwe – przeciwpancerny pocisk kierowany, produkowany przez koncern Denel Dynamics w Republice Południowej Afryki. Pocisk został zaprojektowany jako uniwersalny przeciwpancerny pocisk rakietowy, który może być odpalany zarówno ze śmigłowców jak i z wyrzutni naziemnych (w tym również samobieżnych). Pocisk naprowadzany w wiązce laserowej, posiada zasięg od 250 m do ponad 5000 m, a jego tandemowa głowica kumulacyjna posiada przebijalność ponad 1000 mm stali.

## Użytkownicy
- Południowa Afryka